# Eupelmus aloysii
Eupelmus aloysii är en stekelart som beskrevs av Russo 1938. Eupelmus aloysii ingår i släktet Eupelmus, och familjen hoppglanssteklar. Arten är reproducerande i Sverige. Inga underarter finns listade.